# Iglesia de Santiago de Benicalaf
La iglesia de Santiago de Benicalaf es un edificio religioso, a fines del siglo XXI sin culto.
Es bien de interés cultural con número 46.12.052-003, sin registro ministerial.

## Localización
Se encuentra en Benicalaf, un despoblado que antiguamente fue una aldea del municipio de Benavites. Es el único edificio que queda de dicho poblado.

## Historia
Fue edificada en el siglo XVIII. El municipio de Benicalaf fue agregado a Benavites en 1856. Hacia 1900 quedó despoblado y la parroquia fue suprimida en 1901. Durante el siglo XX se utilizó el edificio como almacén y corral de ganado.

## Descripción

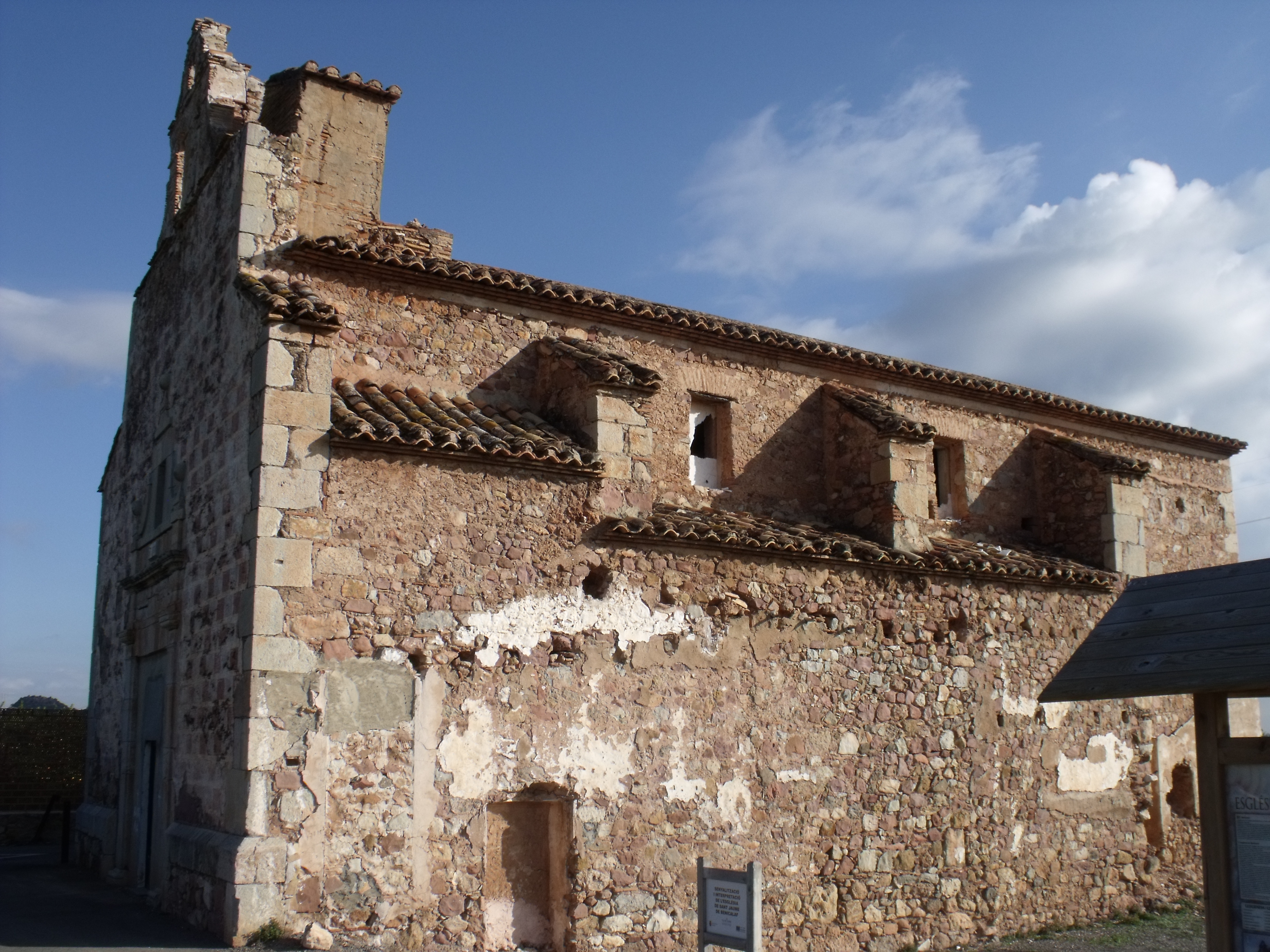
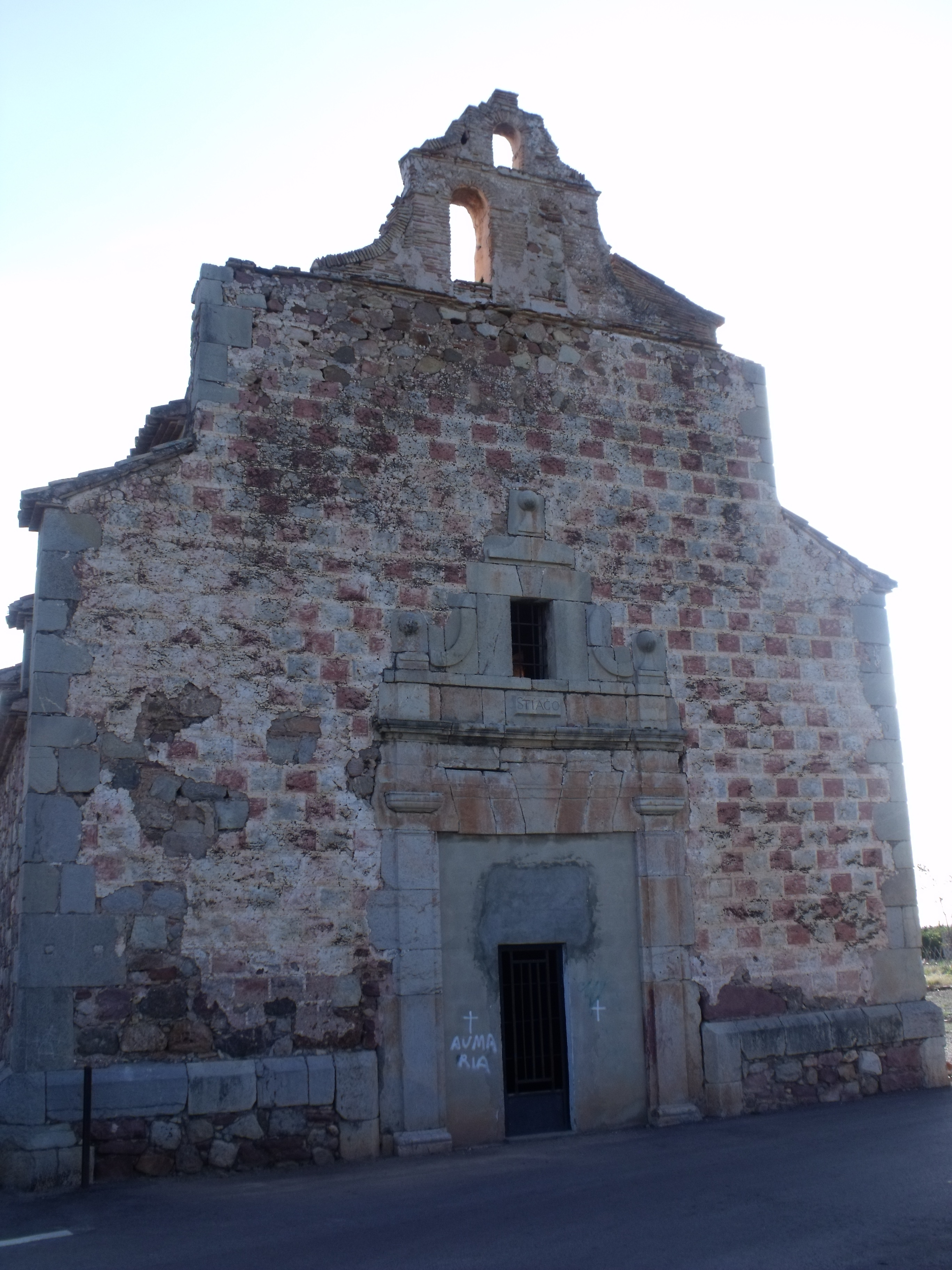

Se trata de un edificio de estilo manierista.
Es una iglesia de planta rectangular, con una sola nave dividida en tres tramos, y una cabecera. Tiene capillas laterales enmarcadas por arcos fajones de medio punto. La cubierta de la nave es de bóveda de medio cañón, con lunetos y arcos fajones que separan los tres tramos.
La bóveda presenta frescos que representan la Eucaristía, la Inmaculada, la Santísima Trinidad y el Apostolado.
La fachada está recubierta por un enlucido sobre se pintó una simulación de sillares. En ella hay una pequeña portada de inspiración manierista. Está coronada per una espadaña de tres arcos.